# 파멸의 문
《파멸의 문》(영어: Abaddon's Gate)은 제임스 S. A. 코리의 2013년 장편 SF소설로, 익스팬스 시리즈의 세 번째 작품이다.